# コベルコシステム
コベルコシステム株式会社（英: Kobelco Systems Corporation）は、兵庫県神戸市灘区に本社をおく、日本のシステムインテグレーター（ユーザー系）。

## 概要
大手鉄鋼業である神戸製鋼所のIT部門から分社独立した神鋼コンピュータシステムが母体で、神戸製鋼所向けの複雑な大規模システムの開発・運用を通じて培った業務ノウハウをベースに、神戸製鋼所をはじめ、製造業を中心とした一般企業の情報システム構築・システム運用などを手がけている。2002年からはIBMグループ（日本アイ・ビー・エム）の一員となる（日本アイ・ビー・エムが51%、神戸製鋼所が49%を同社に出資している）。

## 沿革
- 1983年 - 神鋼コンピュータシステム（株）として創立（神戸製鋼所100%出資）
- 1987年 - 神戸製鋼所 本社とエンジニアリング事業部のシステム部門を統合、コベルコシステム（株）へ商号変更, 東京事業所開設, コンピュータセンター開設
- 1988年 - 通産省システムインテグレータ認定
- 1991年 - 関係会社コベルコソフト神戸（株）創立（1999年コベルコソフト関西（株）へ商号変更）
- 1992年 - 神戸製鋼所 神鉄・加古川システム部門を統合
- 1993年 - コベルコテレコム（株）と合併
- 1994年 - 名古屋営業所開設, 神戸製鋼所 情報エレクトロニクス部門、アルミ銅事業部と溶接棒事業部のシステム部門を統合、神戸製鋼所全部門のシステム化担当に。
- 1995年 - 関係会社コベルコソフト東京（株）創立
- 1999年 - ISO9001認証取得
- 2000年 - プライバシーマーク（個人情報保護）の認定取得
- 2002年 - 日本IBMの資本参加（51%）（神戸製鋼/日本IBM IT戦略での包括的提携）, 関係会社コベルコソフト関西とコベルコソフト東京を合併し、コベルコソフトサービス（株）を設立
- 2003年 - ISMS認証取得
- 2005年 - AMSセンター開設
- 2006年 - 東京事業所を東京本社に改称, 神戸データセンター開設
- 2007年 - 全国企業品質賞にて大賞受賞（栃木県経営品質協議会主催）
- 2009年 - 次世代育成支援対策推進法認定マーク（くるみん）取得
- 2013年 - 「プライバシーマーク制度貢献事業者」として表彰
- 2014年 - ISMS（情報セキュリティ・マネジメントシステム）永年登録表彰
- 2016年 - IoTビジネスセンター開設
- 2017年 - 日本IBMグループ統一ISMS認証取得
- 2018年 - デジタルイノベーションセンター開設
- 2019年 - 技術開発本部、スマートファクトリーセンター開設
- 2020年 - エンタープライズ開発本部、広島事業所開設

　　　　　　 次世代育成支援対策推進法認定マーク（プラチナくるみん）取得
- 2022年 - クライアント事業部、ソリューション事業部、事業統括本部、キャリア開発センター開設
- 2023年 - 第34回「みどりの愛護」功労者国土交通大臣表彰受賞
- 2024年 - 事業開発本部開設

## 事業所
- 神戸本社 - 兵庫県神戸市灘区岩屋中町4-2-7 シマブンビル11階
- 東京本社 - 東京都品川区北品川5-9-12 北品川ONビル3階
- 名古屋営業所 - 愛知県名古屋市西区名駅2-27-8 名古屋プライムセントラルタワー15階
- 神鋼ビル事業所 - 兵庫県神戸市中央区脇浜海岸通2-2-4 神鋼本社ビル6階
- 真岡事業所 - 栃木県真岡市鬼怒ヶ丘16-1 第2工業団地
- 灘浜事業所 - 兵庫県神戸市灘区灘浜東町2
- 西神事業所 - 兵庫県神戸市西区高塚台1-5-5
- 加古川事業所 - 兵庫県加古川市金沢町1
- 高砂事業所 - 兵庫県高砂市荒井町新浜2-3-1 新機械工場5階
- 広島事業所 - 広島県広島市東区二葉の里3-5-7 GRANODE広島6階
- 長府事業所 - 山口県下関市長府港町14-1